# Érone
Erone (kors. Erone) – miejscowość i gmina we Francji, w regionie Korsyka, w departamencie Górna Korsyka.
Według danych na rok 1990 gminę zamieszkiwało 9 osób, a gęstość zaludnienia wynosiła 2 osoby/km².